# Sybil (roman, 1845)
Pour les articles homonymes, voir Sybil.
Sybil, or The Two Nations est un roman de Benjamin Disraeli paru en 1845 et publié la même année que le livre de Friedrich Engels La situation de la classe ouvrière en Angleterre en 1844, Sybil retrace le sort des classes populaires en Angleterre. Disraeli voulait traiter des horribles conditions dans lesquelles vivaient la majorité de la classe ouvrière anglaise.

## Personnages
- Sybil Gerard
- Charles Egremont
- Lord Marney
- Lord Henry Sydney
- Lord de Mowbray
- Rigby
- Taper
- Tadpole
- Lady St. Julians
- Marchioness of Deloraine
- Baptist Hatton
- Aubrey St. Lys
- Sidonia
- Devilsdust
- Dandy Mick
- Walter Gerard (Sybil's father)
- Stephen Morley
- Mr. Mountchesney